# Angie Anakis
Angie Anakis, née Anne Hélène Stavrinaki le 28 septembre 1955 à New York, est une artiste peintre, lithographe, photographe, créatrice d'installations, architecte et designeuse française.

## Biographie
Angie Anakis est élève de l'École nationale supérieure des beaux-arts à Paris.
Dès 1983, Gérard Xuriguera la situe dans une nouvelle génération « engagée sur les chemins de l'imaginaire, créant de multiples brèches dans l'édifice monolithique engendré par André Breton et ses amis et donnant naissance à un art communément appelé Fantastique où la "beauté convulsive" domine souvent mais où le "merveilleux est toujours beau" ».
Elle ouvre sa propre agence d'architecture et de design à Paris en 1997. Le magazine Maison française lui attribue la création de la première maison française basse consommation avec toit végétalisé et baies vitrées des Alpilles.
Elle est l'épouse du journaliste Stéphane Paoli et vit à Paris.

## Expositions

### Expositions personnelles
- Dada House, Luxembourg, octobre 1985[4].
- Génie de la Bastille, Paris, 1986[5].
- Galerie Art contemporain, Paris, mai 1986[4].
- Galerie Impératif présent, Toulouse, 1987[5].
- Galerie Montenay, Paris, 1990[6].
- Galerie Nathalie Obadia, Paris, 1994[6].
- Centre d'art contemporain de Rueil-Malmaison, 1997.

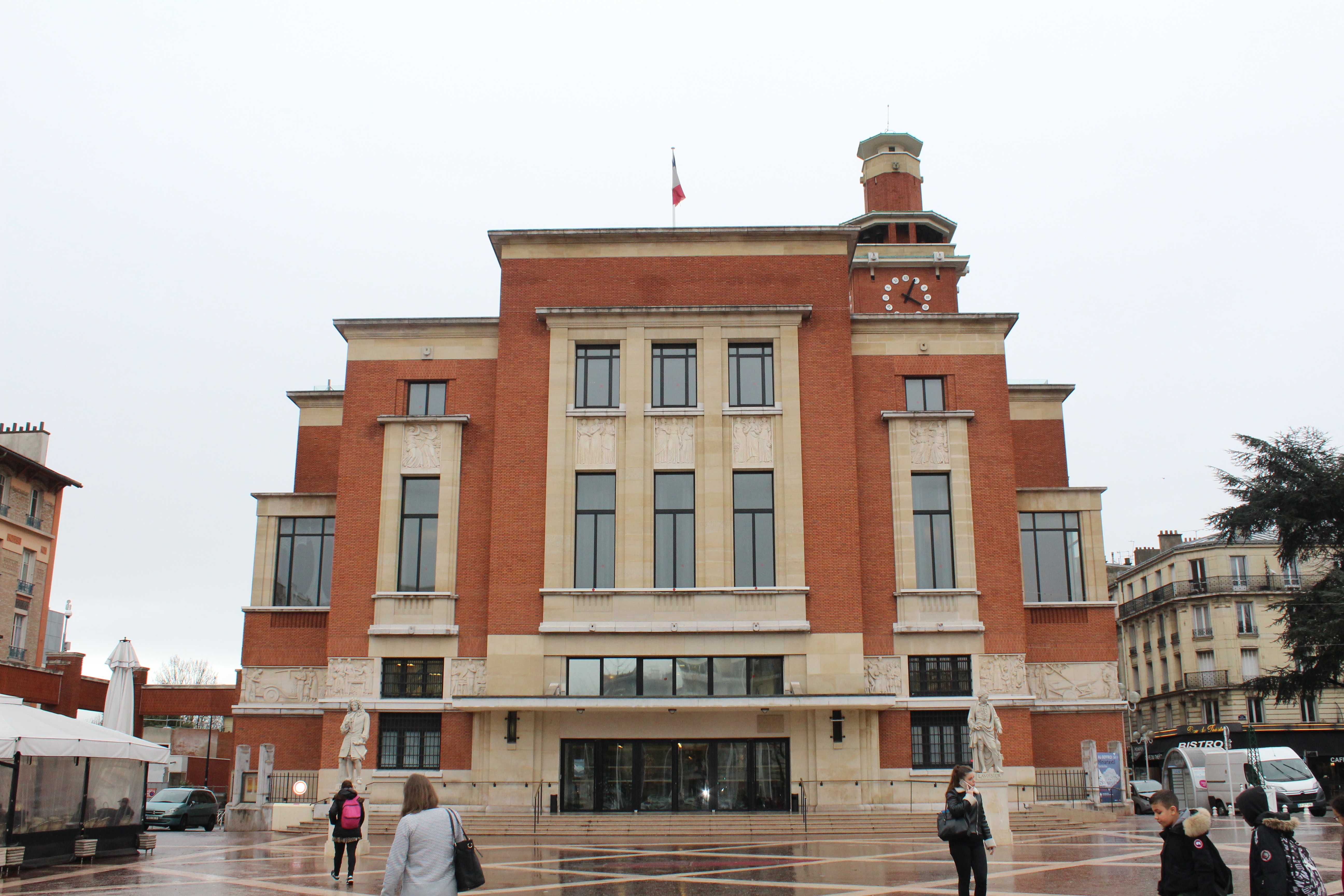
Beffroi de Montrouge, 1984, 1985

### Expositions collectives

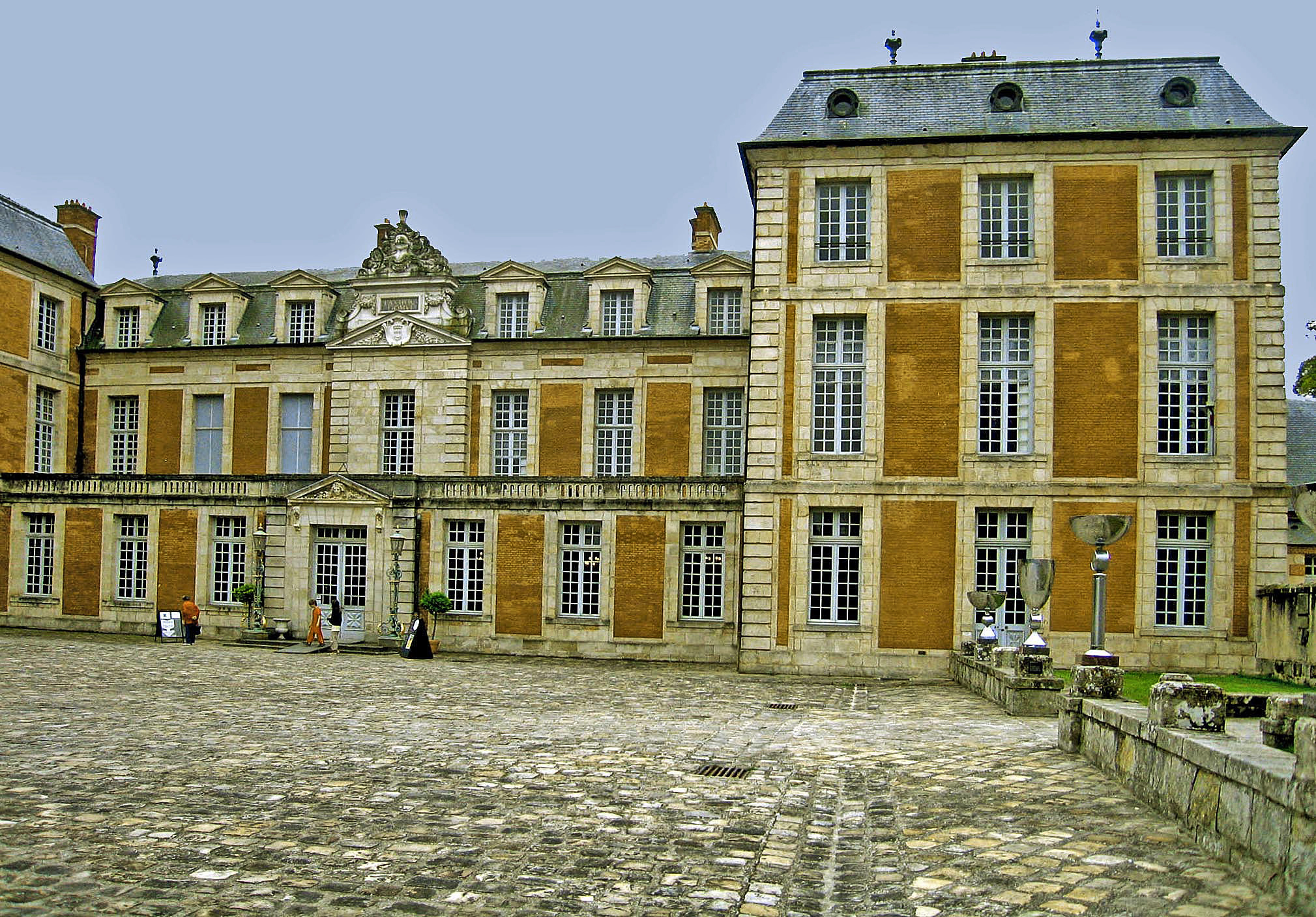
domaine départemental de Chamarande, 2021

- Lithographies, Art Dialogue, Paris, 1982.
- Salon Figuration critique, Paris, 1983.
- Gouaches, Galerie Roman, Paris, 1983.
- Figuration, Maison des jeunes et de la culture de Belleville-sur-Meuse, 1983[4].
- Salon d'art contemporain de Montrouge, beffroi de Montrouge, 1984[5], 1985[4].
- Salon de Vitry-sur-Seine, 1984[5].
- Dessins, Beaux-Arts de Paris, 1984[5].
- Biennale de lithographie, Mulhouse, 1984[5].
- Bestiaire poitevin, foyer rural de Saint-Loup-Lamairé, 1984[4].
- Centenaire de Victor Hugo, Paris, 1985[4].
- Peintures, Beaux-Arts de Paris, 1985[5].
- Génie de la Bastille, Paris, 1985[5].
- Entrepôts Lainé, Bordeaux, 1985.
- Angie Anakis, David Webster, Galerie Montenay, Paris, 1989[5].
- Prendre l'air - Collection du Fonds départemental d'art contemporain de l'Essonne, domaine départemental de Chamarande, mai-septembre 2021[7].

## Réception critique
- « Les tableaux d'Angie Anakis ne sont pas des images, même quand  ils se nomment volcans, mais ils sont semés de signes. Ils ne sont pas davantage des abstractions, même s'il est clair que cette peinture n'est en aucun cas analogique. C'est qu'il s'agit tout simplement d'événements par lesquels nous sommes invités à nous interroger sur le domaine spécifique du pictural. Rien n'est à lire ici, tout est à percevoir par la sensation. Le pictural est lié chez Angie Anakis à la conduite de l'artiste, non à une quelconque "vision du monde"… Angie Anakis, totalement impliquée dans sa peinture, y manifeste la force étonnante de sa main : elle écarte de ce fait les dangers des maniérismes aujourd'hui à l'honneur. Sans se soucier de l'effet produit, elle investit la surface subjectile de ses pigments qu'elle travaille dans la masse, modulant les plages liquides et les zones denses, les écorchures et les caresses, les transparences et les opacités. Elle part volontiers de la nature et de tout ce qui bouge en elle : l'eau, le feu, la glace… Ce sont plus précisément les choses instables qui l'inspirent, celles qui sont en train de passer d'un état à l'autre. Mais si les éléments en fusion la fascinent, ce qui sera traduit dans ses peintures ne sera certainement pas l'aspect de la lave : ce sera bien davantage l'état d'instabilité de la matière. » - Jean-Luc Chalumeau[4]
- « Sa peinture et ses dessins sont empreints de références multiples, se réclamant de l'ethnologie, des mythes de l'Afrique et de l'Orient. Le goût du rupestre, du primitif et de la représentation fragmentée sont affirmés. Ses thèmes majeurs sont ceux du deuil et de la résurrection, assortis d'une réflexion sur le corps, l'organique, le charnel. Son registre est porteur de religiosité, mais si croix et calvaire apparaissent dans ses dessins, son art n'en est pas chrétien pour autant. Les peintures des années 1988-1989 sont divisées en diptyques, présentant des jeux chromatiques et matiéristes subtils, dominées par le blanc saturé par des traces d'un gris cendreux. Règne du blanc que viennent troubler quelques traits de crayon, esquissant des formes ovoïdes et circulaires, tandis que des masses opaques et crémeuses naissent au centre. Les motifs des premières toiles ont disparu pour laisser place à une peinture ascétique, tendant vers le sublime. » - Frank McEwen[5]

## Collections publiques
- Fonds départemental d'art contemporain de l'Essonne, domaine départemental de Chamarande[7].
- Fonds régional d'art contemporain artothèque Nouvelle-Aquitaine, Limoges, Et il garda ses cheveux, œuvre en trois dimensions (chaînes, cordes et cheveux) 260x270x370cm, 1993[8].
- Fonds national d'art contemporain, Puteaux :
  - Sans titre, technique mixte sur papier, diptyque 72,4x146cm, 1984[9] ;
  - Mort et transmutation, technique mixte sur toile, diptyque 195x203cm, 1989[10];
  - Serial Killer 1, œuvre en trois dimensions (vêtement blanc et cheveux suspendus à un contre) 113x130x12cm, 1994[11].